# あなたに伝えたい
『あなたに伝えたい』（あなたにつたえたい）は、日本のシンガーソングライター・榎本くるみのミニ・アルバム。

## 解説
2ndオリジナルアルバム『NOTEBOOK II〜冒険ノート中〜』から9ヶ月ぶりとなる新作であり、初のミニ・アルバム。
タイトル曲「あなたに伝えたい」にはPVも製作されている。監督は島田大介。

## 収録曲
1. あなたに伝えたい
作詞/作曲：Kurumi Enomoto
2. LOVE LOVE LOVE LOVE!!
作詞：Kurumi Enomoto/Yasuho Takayasu 作曲：Kurumi Enomoto
3. フリーダム
作詞：Kurumi Enomoto/Yasuho Takayasu 作曲：Kurumi Enomoto
4. ストロベリー シャンティー
作詞：Kurumi Enomoto/Yasuho Takayasu 作曲：Kurumi Enomoto/Hiroshi Aota
5. 振動
作詞：Kurumi Enomoto/Hiroshi Kido 作曲：Kurumi Enomoto